# Малое Максимкино
Малое Максимкино (чув. Кӗлтес) — деревня в Кошкинском районе Самарской области в составе сельского поселения Старое Максимкино.

## География
Находится на левом берегу реки Большой Черемшан на расстоянии примерно 26 километров по прямой на север-северо-запад от районного центра села Кошки.

## История
Основана как выселок из села Старое Максимкино в конце XVIII века (переехало 15-17 дворов). Местное название Кӗлтес (в переводе «Убежавший дом»).  В 1858 был учтен 61 двор, в 1891 году 92 двора.

## Население
Постоянное население составляло 243 человека (чуваши 89%) в 2002 году, 233 в 2010 году.